# Bisschopsstaf

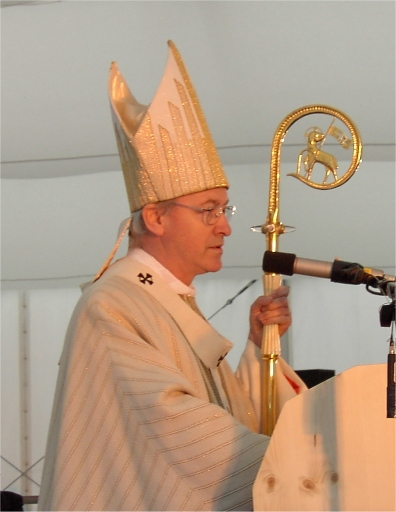
De Oostenrijkse aartsbisschop Alois Kothgasser met Rooms-katholieke kromstaf

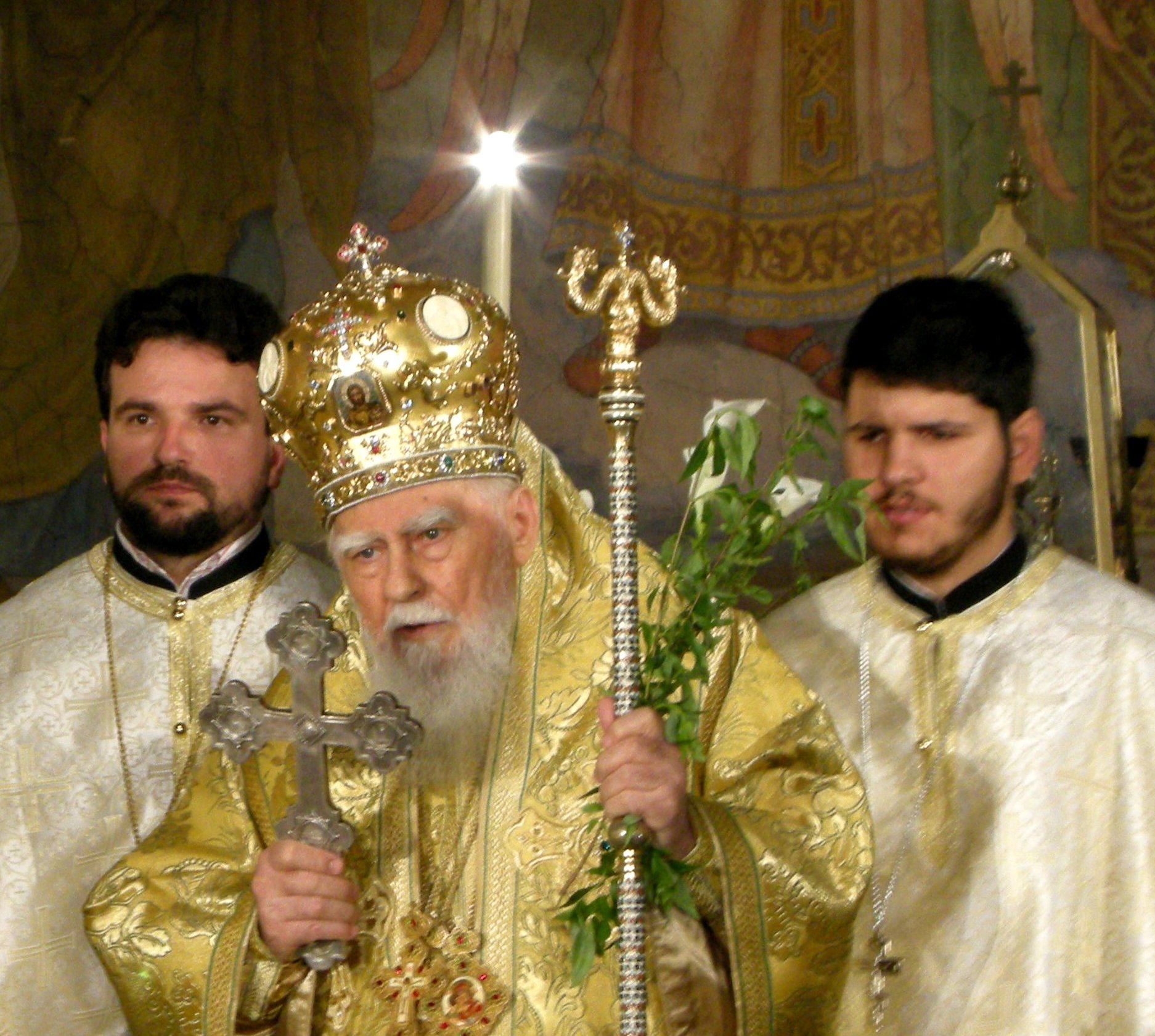
Patriarch Maxim van Bulgarije met oosters-orthodoxe herdersstaf

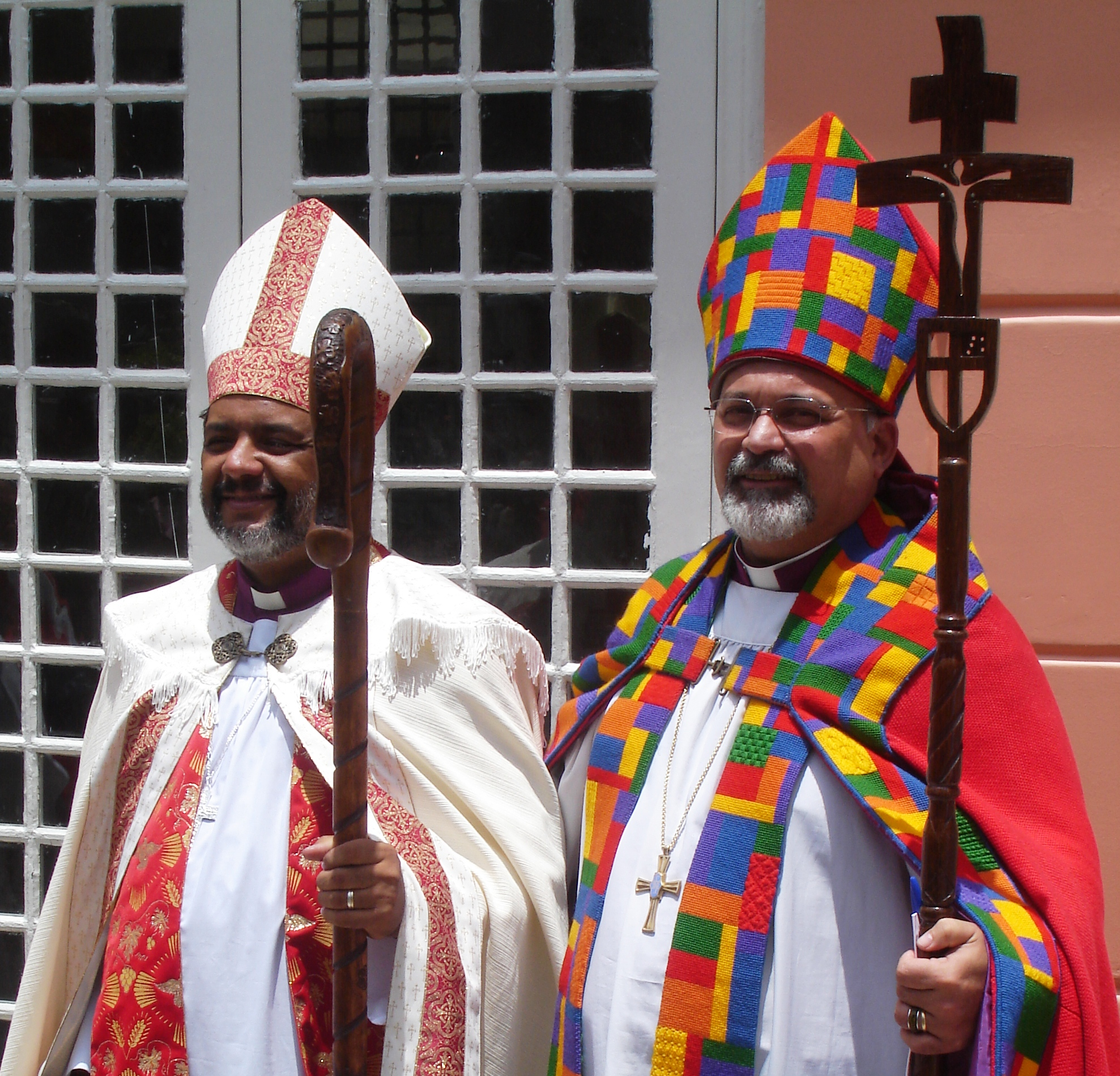
De anglicaanse bisschop Maurício Andrade en bisschop Saulo Barros met staf

Een bisschopsstaf (ook herdersstaf, pastorale staf, doctorsstaf, kromstaf, crosier of krootse)  is een staf die binnen het christendom gebruikt wordt als een van de pontificalia die dienen als uiterlijke tekens van de waardigheid van bisschoppen en abten en abdissen. De bisschopsstaf is een symbolische herdersstaf, een teken voor de herderlijke zorg van de bisschop voor de gelovigen. De staf heeft vooral een liturgische functie.
De staf wordt gebruikt door hooggeplaatste katholieke, orthodoxe en anglicaanse geestelijken. Ook sommige lutherse en pentecostale prelaten dragen de staf. Binnen het oosters christendom wordt de staf gebruikt door alle patriarchen, metropolieten en (aarts)bisschoppen. Ook kerken die zijn verenigd met de Kerk van Rome en daardoor onder het gezag van de paus van Rome staan, kunnen de staf gebruiken.

## Uiterlijk en symboliek

### Westers christendom
In de Rooms-Katholieke Kerk is de bisschopsstaf een kromstaf, ook wel crosier of krootse genoemd. Het is vormgegeven als een herdersstaf, met een gekruld uiteinde. Hugo van Sint-Victor en Sicard van Cremona verklaren de haak aan de kromstaf met de woorden "curva trahit, recta rigit, pars ultima pungit".
De voet van de staf is puntig. Hiermee moet de herder (bij wijze van aansporing) kunnen steken. De knop is om mee te slaan; een goede herder beschermt zijn schapen maar slaat de wolven. De bisschop draagt in zijn eigen bisdom de kromstaf met de knop naar voren.
De bisschopsstaf die in processie gedragen wordt, eindigt in een kruis. Ook de ferula, een kruisstaf voor pausen, bestaat uit een kruis op een stok.

### Oosters christendom
De staf is in de oosters-orthodoxe kerken en de oriëntaals-orthodoxe kerken gemaakt van edelmetaal en geeft de kracht van de Heilige Geest aan en in het bijzonder het kruis als instrument van steun voor alle gelovigen. Het is pastoraal van aard en is er voor bedoeld om alle mensen te laten zien en weten dat het kruis er is om hen te leiden, om de wanordelijken te straffen en de verspreiden te verzamelen.
De staf (paterissa) is voorzien van een kruis in het midden, waarnaast meestal twee gekrulde slangen zijdelings van het kruis te zien zijn, die met de koppen naar binnen gekeerd naar het kruis kijken. De symboliek van de slangen verwijst naar de koperen slang die Mozes liet bevestigen op een stang. Het herinnert ons aan Mozes, die de staf omhoog hield in de woestijn als de slangen kwam om de mensen te bijten. Zolang ze naar zijn staf keken, werd hen geen kwaad gedaan. De slangen aan de bovenkant, naar binnen gedraaid in de richting van het kruis zijn als herinnering aan de Heer Die zei: “Zie, Ik zend u als schapen midden onder wolven; weest dan voorzichtig als slangen en argeloos als duiven.” (Mat. 10:16)
De kerken in de Byzantijnse traditie hebben twee varianten van de staf. Bij deze orthodoxe kerken is de staf enerzijds identiek aan de gebruikelijke staf die overige orthodoxe kerken ook gebruiken. Anderzijds is de staf enkel voorzien van een kruis in het midden. De twee slangen ontbreken hier. Deze staf wordt ook gebruikt door archimandrieten en hegoumens die aan het hoofd staan van een klooster.
De aartsbisschop van de Cypriotisch-Orthodoxe Kerk heeft het unieke voorrecht een paterissa in de vorm van een keizerlijke scepter te dragen. Dit is een van de drie voorrechten die door keizer Zeno van Byzantium aan de orthodoxe kerk van Cyprus zijn verleend (de andere twee zijn naam in cinnaber, d.w.z. inktkleurig vermiljoen te schrijven door toevoeging van het mineraal cinnabar en een paarse soutane te dragen in plaats van een zwarte soutane onder zijn gewaden).
Binnen de Armeens-Katholieke Kerk is de staf voorzien van een kroon. Boven op de kroon is de staf voorzien van een kruis.
Een bisschop, archimandriet of abt kan buiten de eredienst gebruikmaken van een ander type wandelstok voorzien van een gouden, zilveren of ivoren pommel.
De geestelijken dragen de staf in de rechterhand. Om de staf is zoals bij de staven van kerkelijke hoogwaardigheidsbekleders een zweetdoek gebonden. Dit zweetdoek is soms met prachtig borduursel versierd zodat het meer decoratief dan functioneel is geworden.

## Heraldiek

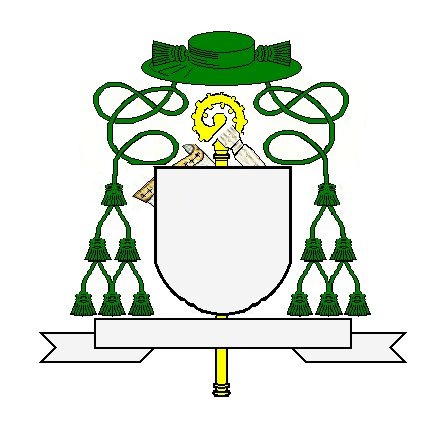
Een kromstaf dexter in het wapen van een exempte abt.

In de Kerkelijke heraldiek van de Katholieke Kerk heeft de kromstaf een grote rol gespeeld; zij kwam zonder sluier naar links wijzend voor in de wapens van bisschoppen voor en staat rechtsgewend met een vastgeknoopte sluier (panisellvs of sudarivm) in de wapens van abten en abdissen. De sluier of zweetdoek is nodig omdat alleen de bisschop tijdens de rite handschoenen mag dragen. Abten kunnen van Rome het privilege ontvangen dat zij wél handschoenen mogen dragen.
In het verleden werden de heraldische regels vaak verkeerd begrepen of genegeerd. Er is ook vaak sprake geweest van usurpatie van ornamenten en tekenen van waardigheid. Het gebruik om de kromstaf bij prelaten met rechtsmacht met de knop naar vooruit te dragen en deze op het wapen met de knop dexter -naar (heraldisch) rechts- te tekenen is vooral in Frankrijk altijd in ere gehouden. Mgr. Barbier de Montault noemde dit gebruik "een kwestie van kinderachtigheid en ijdelheid van de prelaten die door Rome nimmer werd goedgekeurd en die in de loop der tijd het lot (vergetelheid en ongehoorzaamheid) kreeg die het verdiend.
In het Cæremoniale Episcoporum is vastgelegd dat de kromstaf door de bisschoppen naar het volk van hun diocese moet worden gedragen, maar het is geen vastgelegd heraldisch voorschrift. Heim schrijft dat de knop (dexter) gewend dient te zijn.
Abdissen voeren hun kromstaf als teken van hun "moederlijke potestas", Heim spreekt van een "Potestas dominitava ecclestiastica" niet van hun rechtsmacht.
Sinds de door Paulus VI doorgevoerde hervormingen van het kerkelijk recht waar het heraldiek betreft moet de kromstaf worden weggelaten in bisschopswapens maar niet iedere geestelijke gehoorzaamt deze regel.
Ook in de heraldiek van de Engelse staatskerk komen kromstaven veel voor.

## Geschiedenis

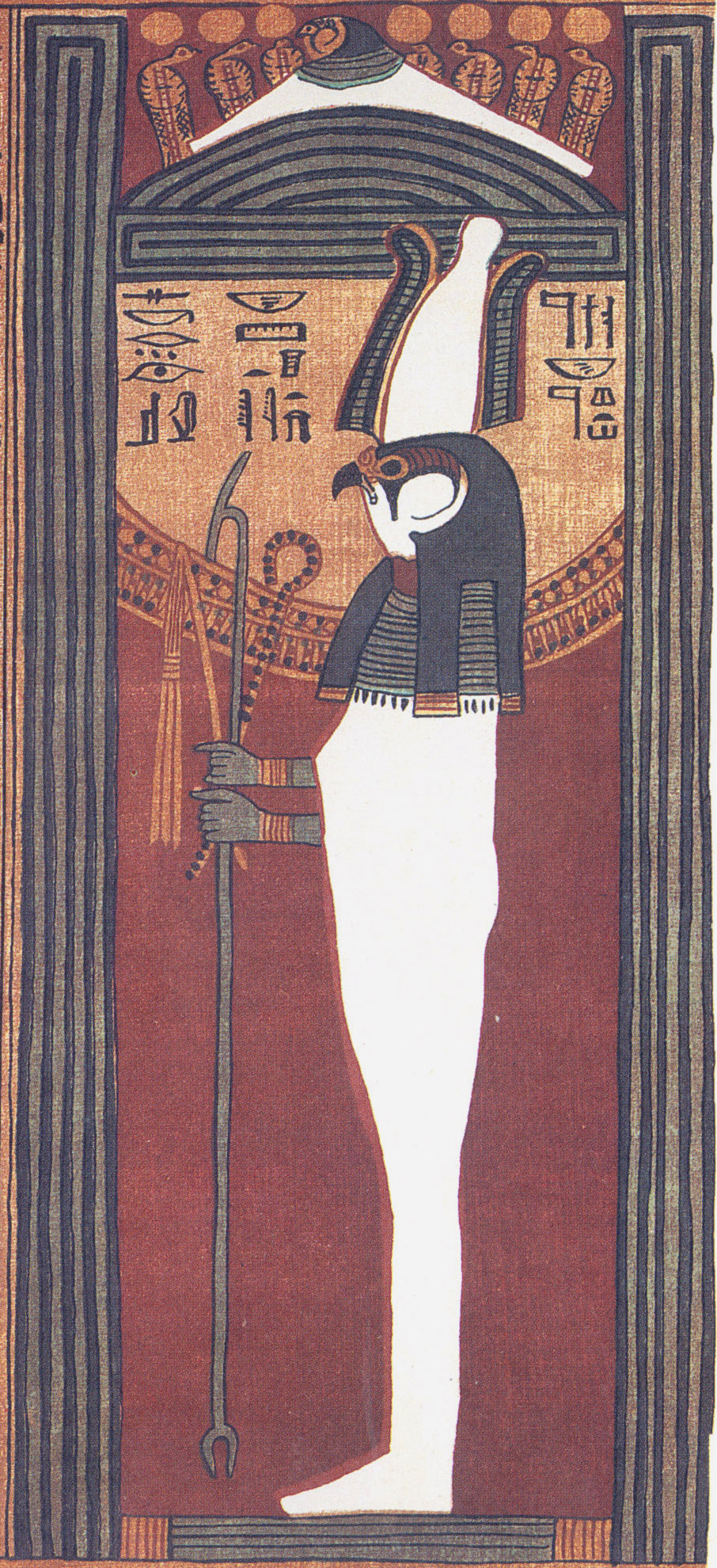
Osiris met kromstaf

De kromstaf is in de geschiedenis in meerdere tijdsperioden en gebieden een bepaalde staf. Naast een voorwerp voor praktisch gebruik is het daarin een attribuut van een vooraanstaand persoon of een godheid. De kromstaf werd onder meer al ver voor de jaartelling in het Oude Egypte gebruikt door nomadische herders en als attribuut bij farao's. Ook de Etrusken kenden al een kromstaf voor priesters, de lituus, waar het latere christelijke gebruik door geïnspireerd is.
De eerste vermelding van een bisschopsstaf komt uit Ierland in de 5e eeuw, daarna ook uit Spanje waar Isidorus van Sevilla (560-636) de kromstaf als symbool van de bestuursmacht van de bisschoppen noemt en in Gallië. In het Westen eindigt de bisschopsstaf in een krul (kromstaf), in het Oosten in een T-vorm. De kromstaf was van hout maar geleidelijk kwamen kostbare metalen en ivoor in gebruik.
In de vroege jaren van de Kerk gebruikte de paus ook een kromstaf. Langzaam werd dit gebruik minder; tegen de tijd van het pontificaat van Innocentius III in de 12e eeuw gebruikte de paus geen kromstaf meer. Mgr. Bruno Bernard Heim schrijft echter dat een paus op grond van een oude legende binnen het Bisdom Trier wél een kromstaf draagt. Door het dragen van een kromstaf zou de paus, met de haak die symbolisch een beperkt bereik heeft, aangeven beperkte rechtmacht te bezitten. Deze verwijzing naar de Goede Herder wordt door bisschoppen en aartsbisschoppen gedragen. Titulaire bisschoppen, "in partibus infidelium" hebben geen eigen kerkvolk maar zij mogen hun staf bij "passende gelegenheden" dragen. Tijdens een gebed behoort de staf te worden neergelegd. Buiten het eigen (aarts)bisdom draagt een bisschop de kromstaf alleen met toestemming van de regerende bisschop die immers de ordinarius van de diocese is. Een bisschop die door de Heilige Stoel gerechtigd is om bepaalde zegeningen uit te spreken of priesters te wijden draagt bij die gelegenheid waar ook ter wereld een kromstaf. Een abt draagt zijn kromstaf uitsluitend binnen zijn klooster of op het terrein van het klooster en de abdis draagt de kromstaf tijdens processies in haar klooster, maar niet daarbuiten.
Paus Paulus VI introduceerde in de 20e eeuw de ferula, een kruisstaf voor pausen. Deze moet op dezelfde wijze gebruikt worden als de kromstaf, maar bestaat uit een kruis op een stok. Paus Johannes Paulus II paste het ontwerp ervan enigszins aan.

## Afbeeldingen

### Westers christendom

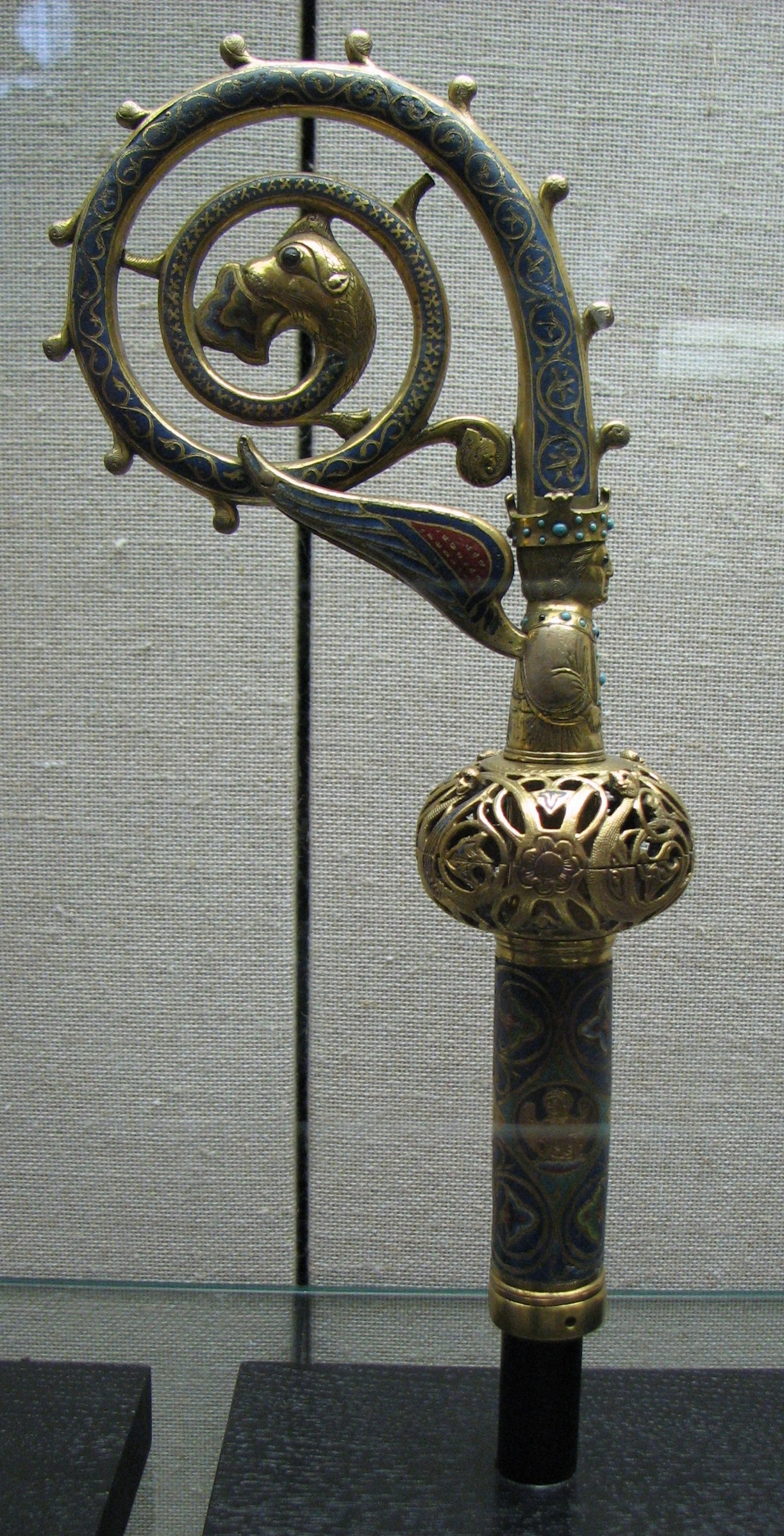
Kromstaf van aartsbisschop Heinrich van Finstingen, 1260-1286
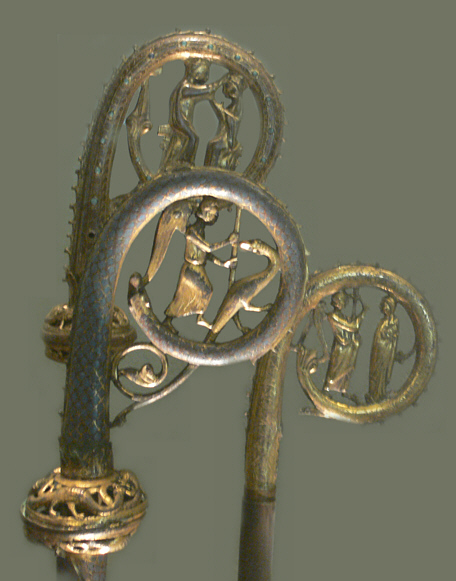
Bisschopsstaven, 1220 - 1250
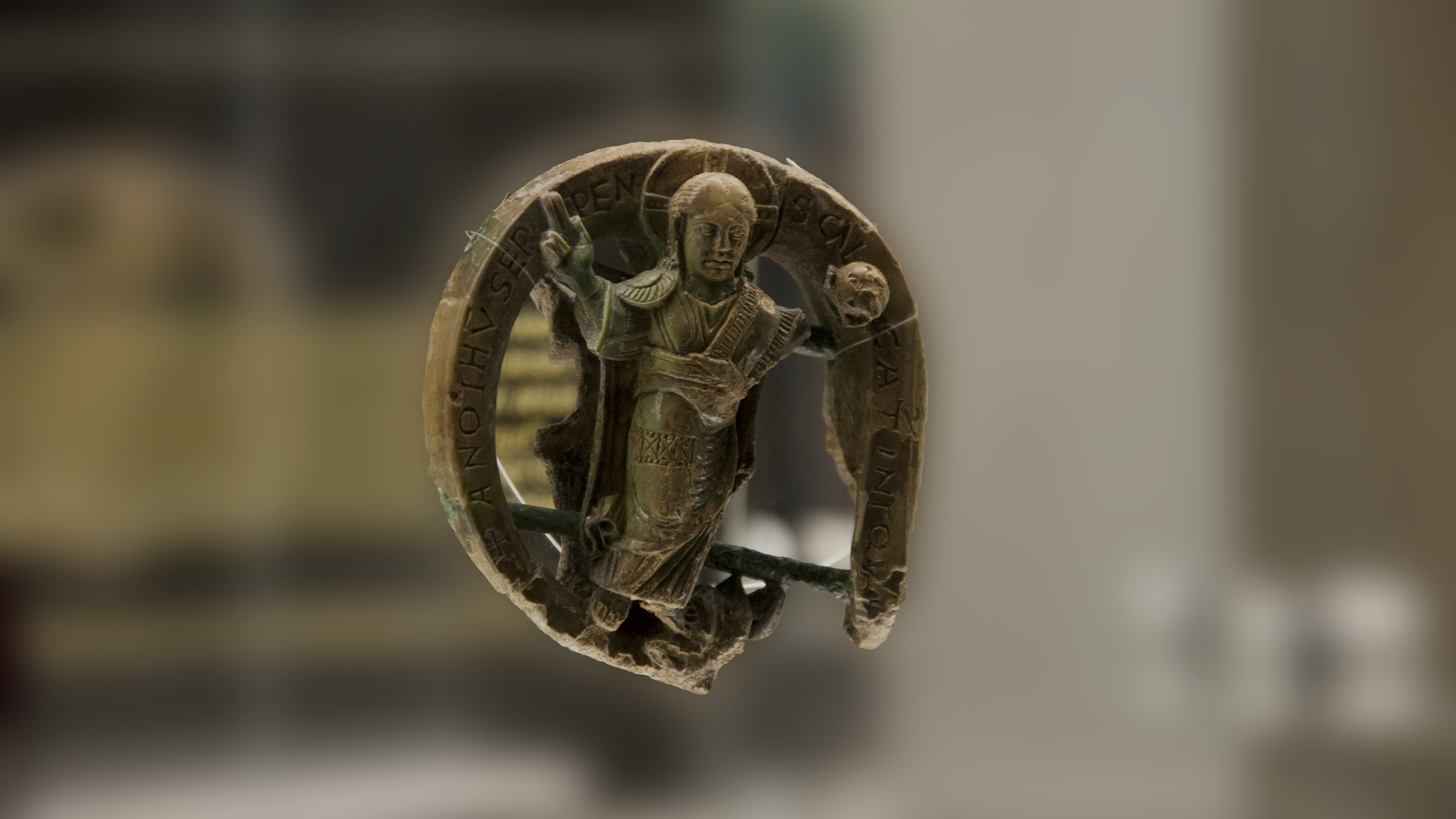
Kromstaf in ivoor - middeleeuws - van de abt van abdij van Ename
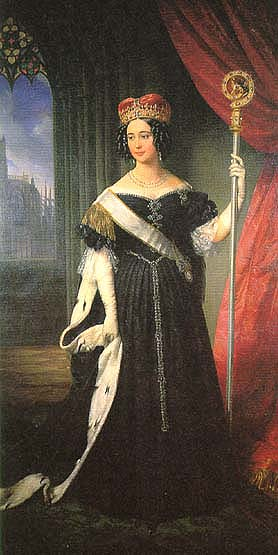
Een abdis (Theresia van Oostenrijk) met haar kromstaf
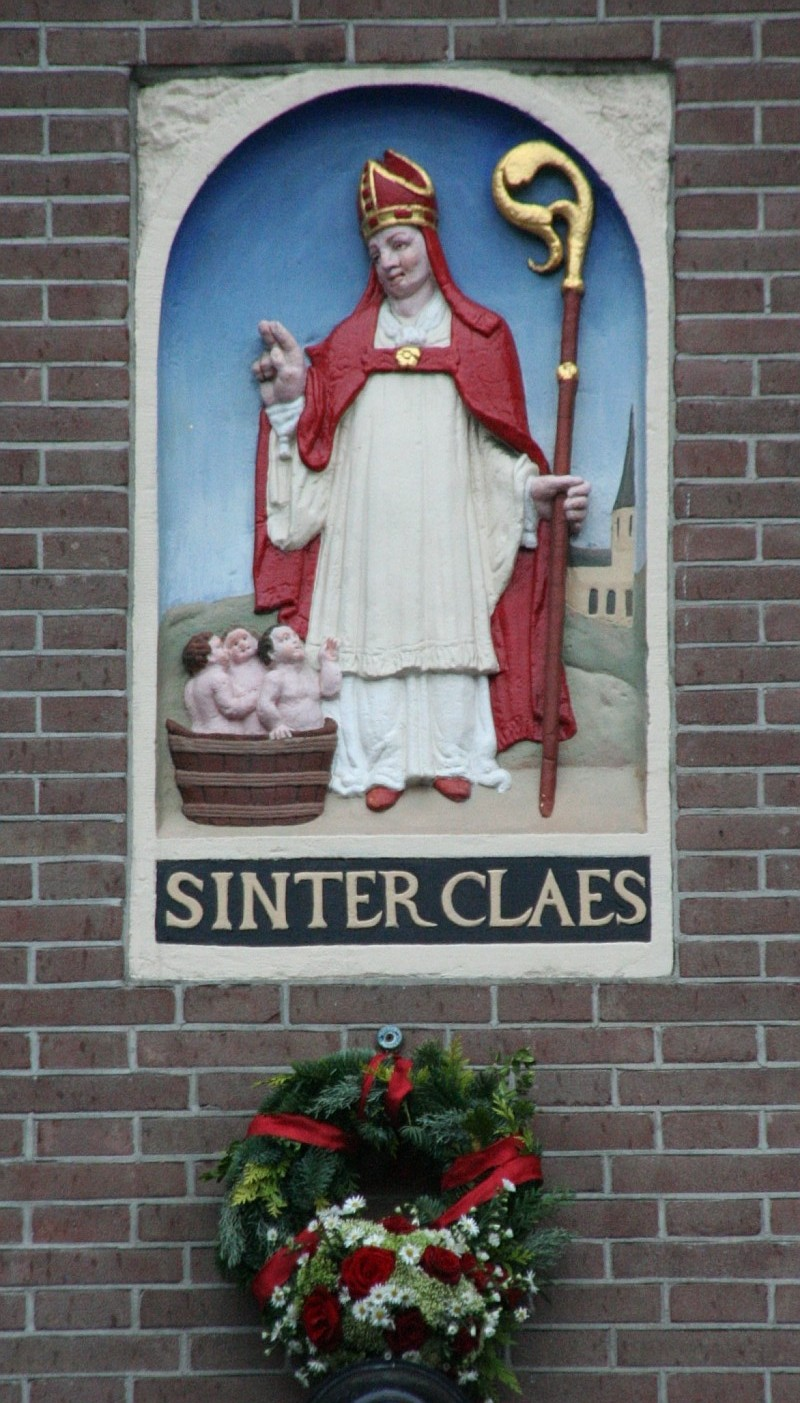
16e-eeuwse afbeelding van Nicolaas van Myra (Sinter Claes)
Kromstaf van Mgr. Johannes Zwijsen (1793-1877) met bisschop in krul, vier ineen te schroeven delen

### Oosters christendom

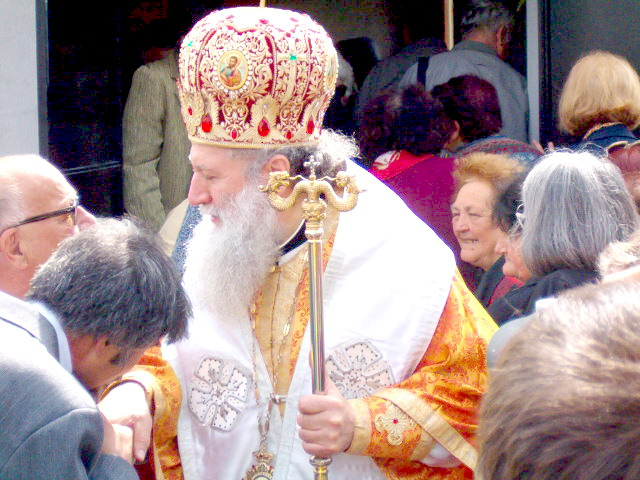
De staf binnen de Russisch-Orthodoxe Kerk
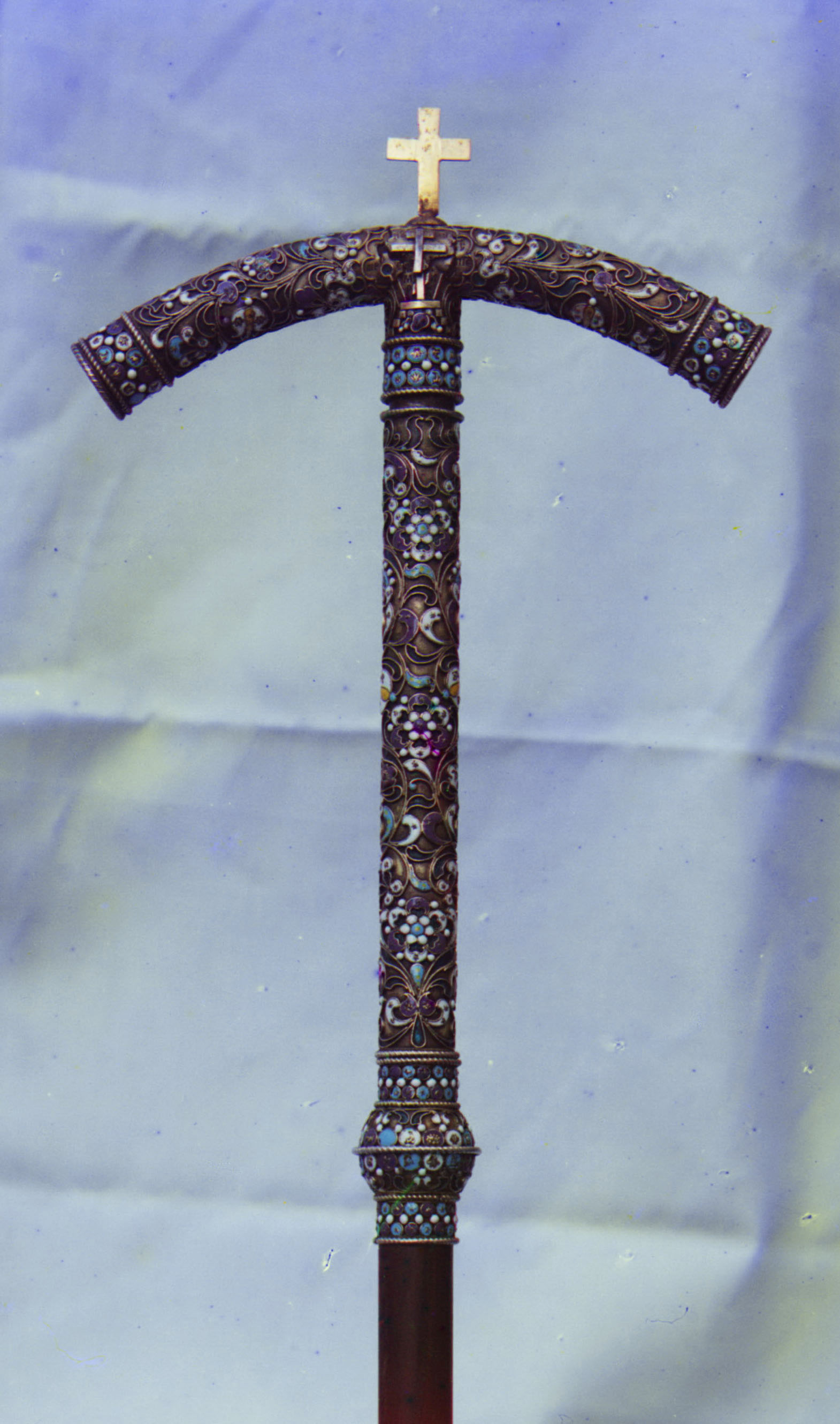
De alternatieve staf binnen de Russisch-Orthodoxe Kerk
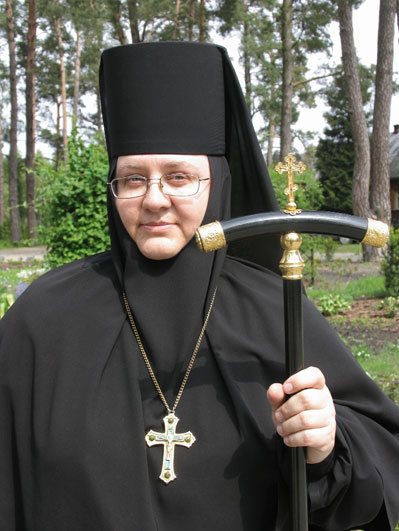
Orthodoxe abdis met staf
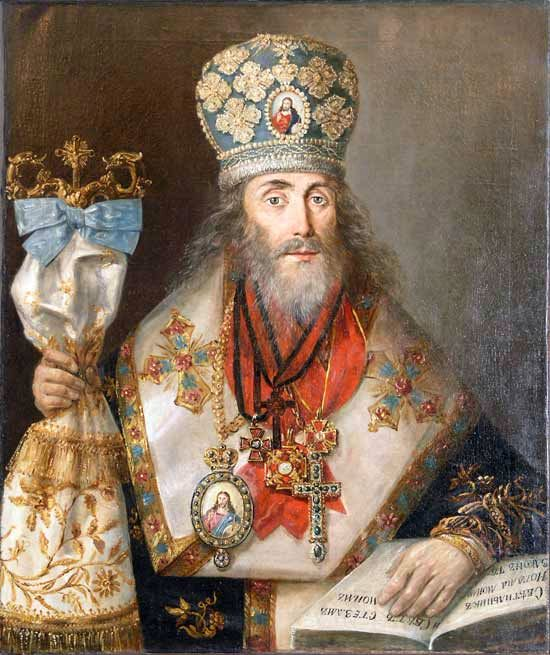
Aartsbisschop Evgeny Kazantsev van Yaroslavl en Rostov (1778-1871) met de pastorale staf
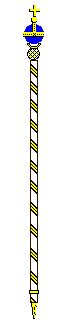
Armeense-katholieke staf
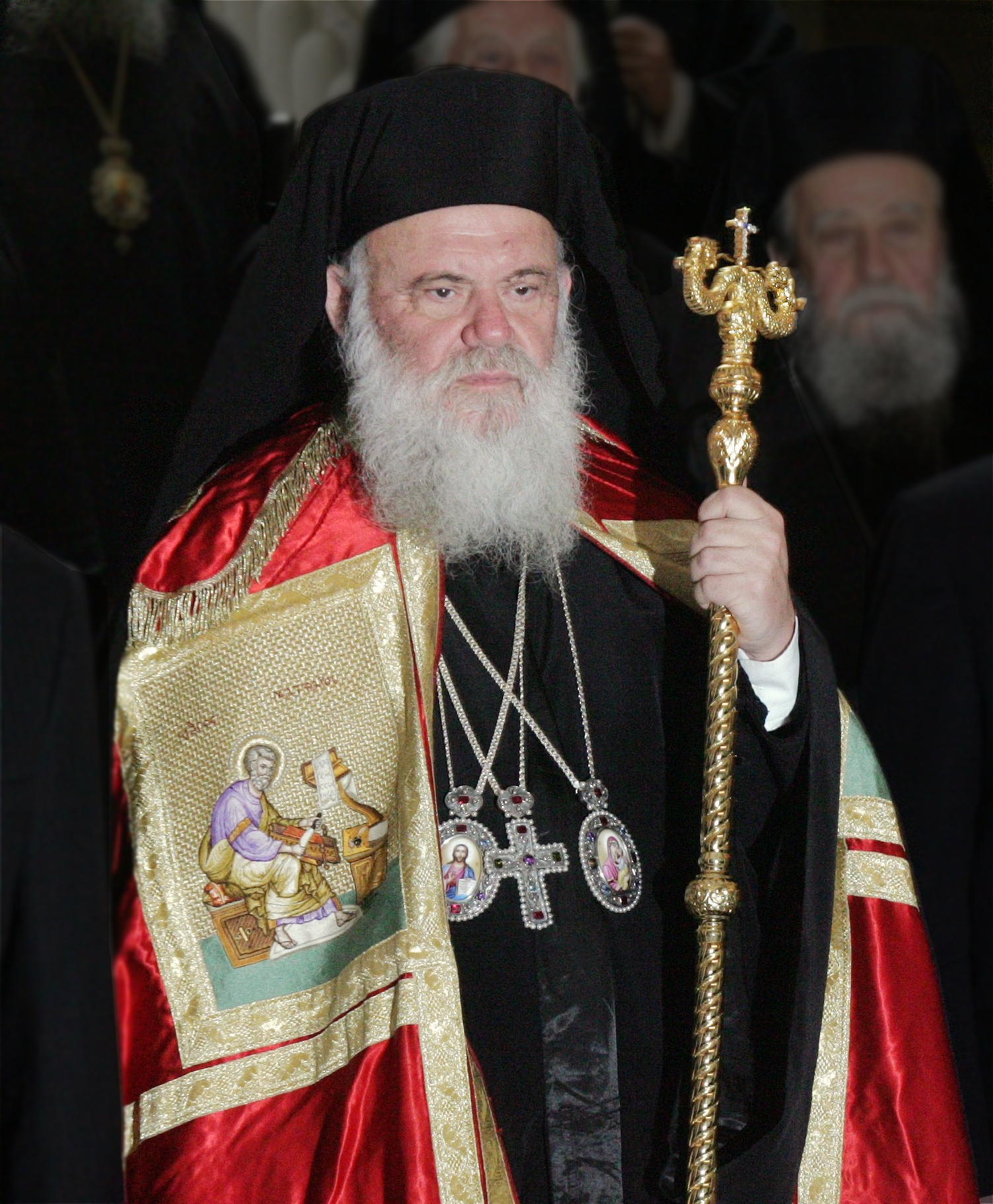
Staf binnen de Grieks-Orthodoxe Kerk

adelaar · Agnus Dei · alliantiewapen · andreaskruis · ankerkruis · armoriaal · baldakijn · barensteel · bezant · Bourgondisch kruis · brisure · cartouche · centaur · cordelière · dekkleed · dorpsvlag · dorpswapen· drieberg · dubbelkoppige adelaar · dwarsbalk · fleur de lis · fleuron · Friese adelaar · gaande leeuw · gecarteleerd · Gelderse leeuw · gepaald · gravenkroon · groot wapen · griffioen · hartschild · helmkroon · helmteken · heraldische kleur · herautstuk · hermelijn · hoed · Hollandse tuin · huismerk · Jeruzalemkruis · karbonkel · keizerskroon · keper · koek · kromstaf · kroon · krukkenkruis · kwartier · kwartileren · kwartierzoom · leeuw · markiezenkroon · merlet · molenijzer · motto · muurkroon · nassaublauw · natuurlijke kleur · Nederlandse leeuw · Nederlandse Maagd · ombrellino · ordeketen · palen · pentagram · pijlenbundel · raadselwapen · raaf · respectant · riddertoernooi · rijksbanier · rijkskleuren · rijksstandaard · rijkswapen · roos · Rudolfinische keizerskroon · Saksenros · Saladins Adelaar · scharlakenrood · schildhoofd · schildhouder · schildvoet · schildzoom · schoof · schuinbalk · schuinstreep sinister · sinister · sleutels van Petrus · socialistische heraldiek · sprekend wapen · stadskleuren · standaard · stedenmaagd · ster · tinctuur · vair · vermeerdering · vlag · vorstenhoed · vrijheidshoed · vrijkwartier · vrouwenwapen · wapen · wapenbelasting · Wapenboek Beyeren · Wapenboek Gelre · wapenbord · wapendiploma · wapendier · wapenkast · wapenkoning · wapenmantel · wapenrecht · wapenrol · wapenstier · wapentent · wassende en afnemende maan · Waterlandse zwaan · Westfriese boomwapens · wildeman · wolfsangel · wrong